# معتمدية حاجب العيون
معتمدية حاجب العيون إحدى معتمديات الجمهورية التونسية، تابعة لولاية القيروان.
1. 1 2 3 4 5 6 7 8 9  "المناطق الترابية (العمادات) حسب الولايات والمعتمديات". اطلع عليه بتاريخ 2024-11-30.